# Kundun – życie Dalaj Lamy
Kundun – życie Dalaj Lamy (oryg. Kundun) – film z 1997 roku w reżyserii Martina Scorsese. Film oparty jest na życiu i twórczości Dalajlamy – duchowego i politycznego przywódcy narodu tybetańskiego. Zarówno reżyser, jak i scenarzystka oraz inni członkowie ekipy filmowej otrzymali od chińskiego rządu zakaz wstępu do Chin. Tenzin Thuthob Carong, który grał dorosłego Dalajlamę, jest jego krewnym.
Większość zdjęć do filmu była kręcona w Atlas Film Studios w Ouarzazate w Maroku.
Dalajlama jest tytułowany „Kundun”, co oznacza Obecność. Słowo to jest zapisane w języku tybetańskim སྐུ་མདུན་ (wylie: Sku-mdun) i jest wymawiane [kũtỹ] w dialekcie lhaskim.

## Nagrody
Film był nominowany do czterech Oscarów.